# Учение о числах
«Учение о числах» — древнерусский трактат об исчислении времени, древнейшее сохранившееся русское сочинение по математике, хронологии и пасхалистике, написанное Кириком Новгородцем, монахом Антониева монастыря в Новгороде, в 1136 году. Памятник древнерусской литературы. В арифметических расчётах фигурируют числа до десятков миллионов.

## Текстология
Оригинальное название произведения: «Кирика диакона и доместика новгородского Антоньева монастыря учение им же ведати человеку числа всех лет». «Учение» известно в нескольких списках XVI—XIX веков. По причине отсутствия ранних списков неизвестно, насколько сочинение было распространено в ранний период.
Историк математики Р. А. Симонов считает, что уже в 1138 году в качестве самостоятельного произведения возникла выписка из «Учения» — «Слово о поставлении небесе и земли и моря». В нём приведены данные оригинала о «поновлениях» земли, неба, моря и воды, и указано, сколько «поновлений» прошло от сотворения мира до 1138 года и методика этих расчётов. Симонов выделяет из состава произведения отдельное сочинение того же автора — «Учение о дробном числе». Историк Е. К. Пиотровская, напротив, рассматривает произведение как единое.

## Авторство
Некоторые исследователи предполагали, что «Учение о числах» и «Вопрошание Кириково» составлены разными авторами, но это не признано большинством учёных.

## Содержание
В тексте «Учения» говорится, что оно написано в Новгороде в 1136 году, между 19 июля (вокняжение Святослава Ольговича) и 1 сентября (наступление 15-го индикта).
В списках имеется нумерация, разбивающая текст на 27 небольших разделов:
- Разделы 1—5: названо число лет, месяцев, недель и дневных часов, прошедших от сотворения мира до 6644 (1136) года, а также методика их подсчётов.
- Разделы 6—15: учение об индикте, круге солнца, круге луны, «веках» (тысячелетиях), «поновлениях» неба (80-летний цикл), земли (40-летний цикл), моря (60-летний цикл) и воды (70-летний цикл), о високосных годах, «большом круге», содержащем 532 года.
- Разделы 16—19: снова о количестве месяцев (календарных и лунных), недель, дней и часов в году.
- Разделы 20—27: говорится о «дробных часах» — час делится на 5 «дробных часов», те, в свою очередь, делятся на 5 «вторых дробных часов» и т. д., вплоть до «седьмых», что, как считается, связано с описанием музыкальных интервалов.
- Дата написания «Учения» (год, индикт, круг солнца и луны), пасхальные расчеты для 6644 (1136) года, краткие сведения об авторе и упоминание, что в период написания сочинения в Византии правил император Иоанн II Комнин, в Новгороде — князь Святослав Ольгович, с указанием возраста последнего и архиепископ Нифонт.
- Подсчёт числа лет, месяцев, дней и часов, прошедших с момента рождения Кирика до 6644 (1136) года.

Кирик даёт сведения о сопряжении лунного и солнечного календарей: 
В одном году 12 календарных месяцев, а небесных лунных месяцев 12 и 11 дней 13-й луны. И из этих дней на четвёртый год получается 13-я луна; в месяце насчитывается 4 недели, от году до году проходит 13 лунных месяцев и один день… В одном году 52 недели и 1 день, называемый индиктой, и 6 часов. Эти 6 часов через 4 года дают 1 день, называемый високосным.
Историк церкви Е. Е. Голубинский охарактеризовал «Учение» как работу, «которая, впрочем, не имеет практического значения ни для истории, ни для чего бы то ни было и написана единственно для бесцельного обнаружения учёности» .

## Значение
Представляет собой древнейшее известное математическое сочинение Древней Руси. Является важным источником по истории астрономии и математики, а также научных представлений древнерусских книжников. Также рассматривается в качестве первой русской оригинальной статьи о календаре, в которой приведены система пасхального вычисления и теоретические основы календарного счёта.

## Издания
- Калайдович К. [Ф.] Памятники российской словесности XII века, изданные с объяснением, вариантами и образцами почерков К. Калайдовичем — М.: в тип. С. Селивановского, 1821. — С. 165—203. — XLI, 258 с.
- Е[вгений (Болховитинов), митрополит]. Сведения о Кирике, предлагавшем вопросы Нифонту, епископу Новгородскому // В кн.: Труды и летописи Общества истории и древностей Российских. — М., 1828. — Ч. 4, кн. 1. — С. 122—129.
- Степанов Н. В. Заметка о хронологической статье Кирика (XII век). — Известия Отделения русского языка и словесности Академии наук. — 1910. — Т. 15, кн. 3. — С. 129—150.
- Зубов В. П. Примечание к «Наставлению, как человеку познать счисление лет» Кирика Новгородца // Историко-математические исследования. — М., 1953. — Вып. 6. — С. 173—212 (Фотографическое воспроизведение текста «Учение о числах»).
- Учение, имже ведати человеку числа всех лет // Симонов Р. А. Математическая и календарно-астрономическая мысль Древней Руси: По данным средневековой книжной культуры. — М., 2007.
- Мильков В. В., Симонов Р. А. Кирик Новгородец : Ученый и мыслитель. — М., 2011. — С. 299—534 [«Учение» по всем спискам, «Вопрошание» Основной, Особой, Краткой редакций и комбинированного состава, по спискам XV—XVI вв.].